# رمانسک ریچاردسونی

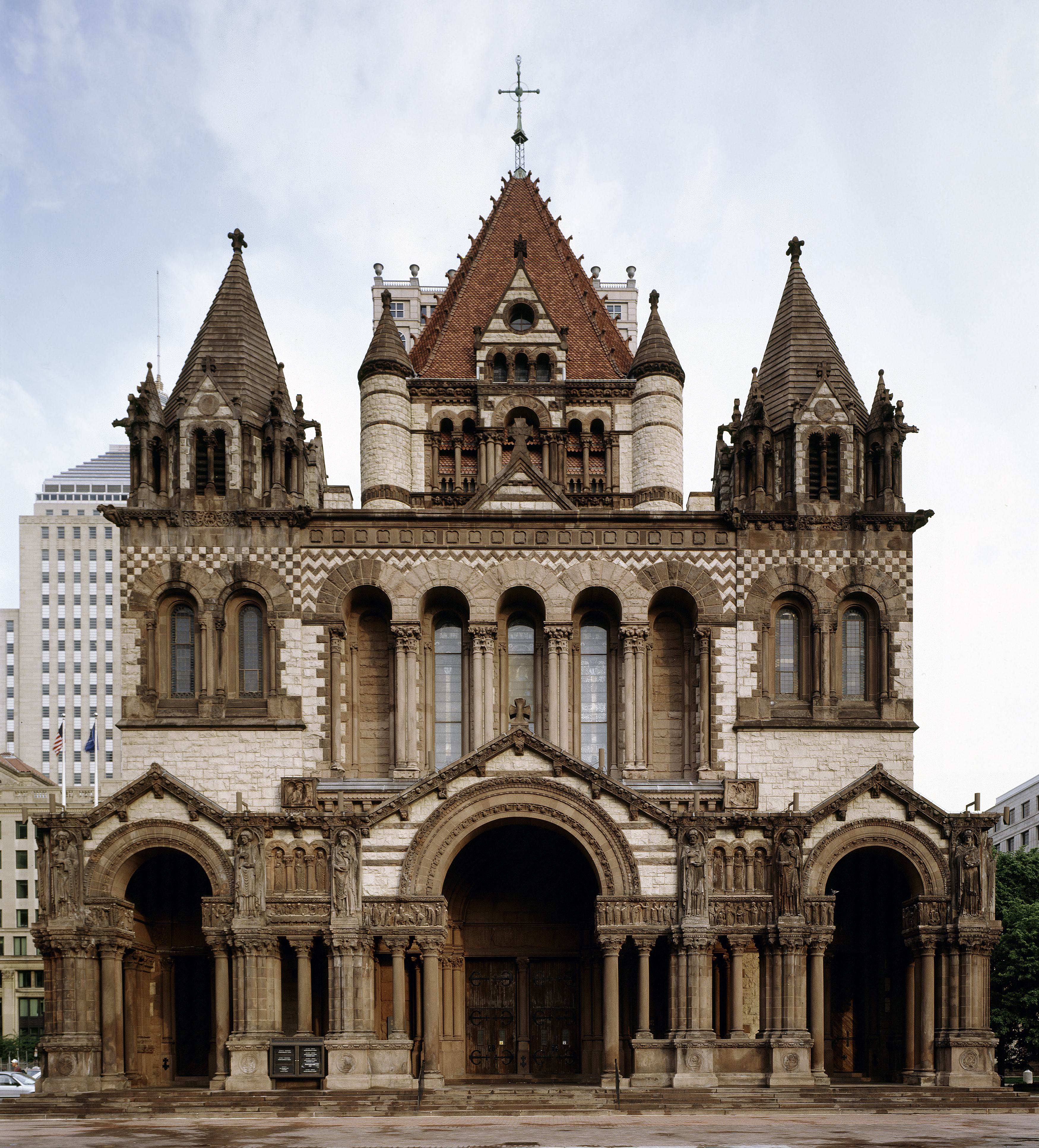
کلیسای ترینیتی در بوستون، طراحی شده توسط ریچاردسون در سال ۱۸۷۲

رمانسک ریچاردسونی سبکی از معماری احیای رمانسک است که به نام معمار آمریکایی هنری هابسون ریچاردسون (۱۸۳۸–۱۸۸۶) نامگذاری شده است. سبک احیا، رمانسک ریچاردسونی ویژگی‌های سبک رمانسک جنوب فرانسه، اسپانیا و ایتالیا در قرن‌های ۱۱ و ۱۲ را در بر می‌گیرد. ریچاردسون برای اولین بار از عناصر این سبک در مجتمع ریچاردسون اولمستد در بوفالو، نیویورک که در سال ۱۸۷۰ طراحی شده بود، استفاده کرد. معماران متعددی در اواخر قرن نوزدهم از این سبک پیروی کردند؛ سبک رمانسک ریچاردسونی بعدها بر سبک‌های مدرن معماری نیز تأثیر گذاشت.

## تاریخچه و توسعه

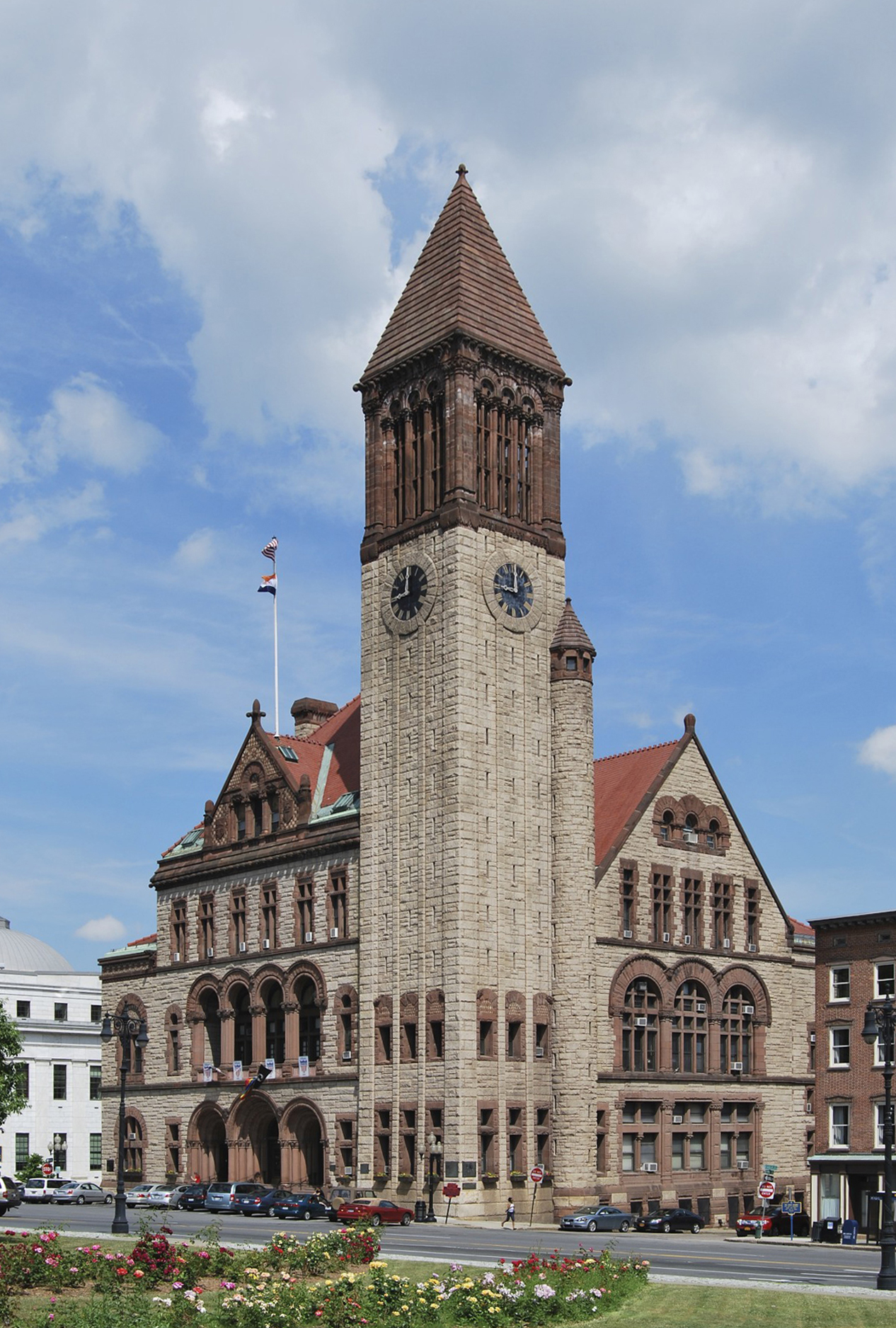
تالار شهر آلبانی در آلبانی، نیویورک، طراحی شده توسط ریچاردسون در سال ۱۸۸۰

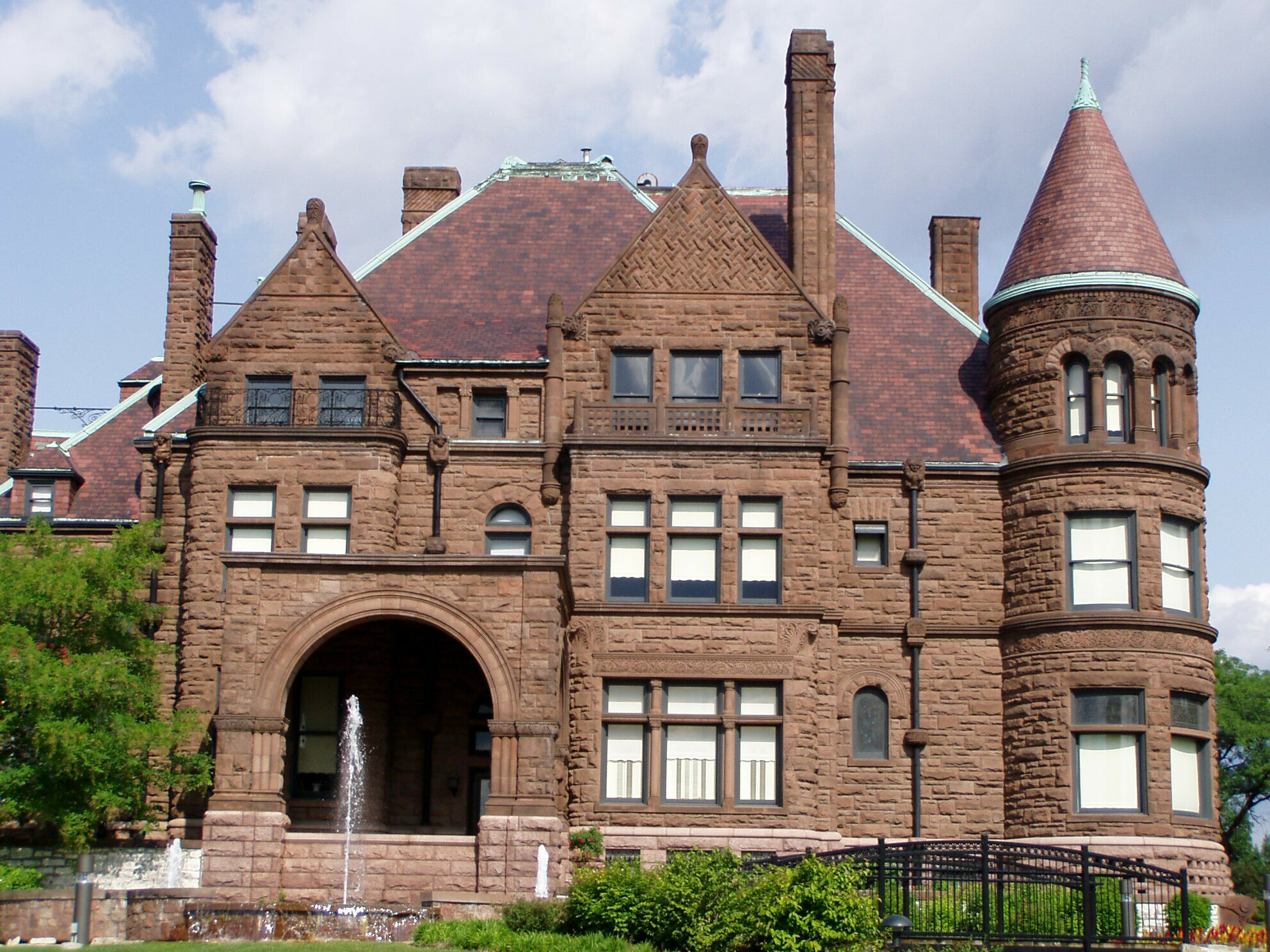
خانه ساموئل کاپلز در سنت لوئیس، ساخته شده در سال ۱۸۹۰، نمونه‌ای از یک عمارت به سبک رمانسک ریچاردسونی است.

این سبک احیای بسیار آزاد، ویژگی‌های سبک معماری رمانسک جنوب فرانسه، اسپانیا و ایتالیا در قرن‌های ۱۱ و ۱۲ را در خود جای داده است. این سبک بر حجم‌های واضح و زیبا، طاق‌های «رمانسک» با سر گرد که اغلب از تعدادی ستون‌های کوتاه سرچشمه می‌گیرند، ورودی‌های توکار به سبک هنری روستیک بسیار متنوع، در امتدادهای خالی دیوار و متضاد با نوارهای پنجره و برج‌های استوانه‌ای که اغلب با کلاهک‌های مخروطی شکل تعبیه شده در دیوار همراه است.